# 北京地铁28号线
北京地铁28号线是北京地铁的一条中低运量线路，原名CBD（商务中心区）线。28号线是北京中心城东部的区域加密对角线，是北京CBD功能区与交通枢纽的联络线。一期工程全长8.877公里，均为地下线，共设9座车站；远期线路还将延长至东直门，届时线路全长11.976千米，共设11座车站。一期工程于2021年7月开工建设，预计于2029年开通运营。北京地铁28号线线路标识色为 Pantone 371C 。

## 历史

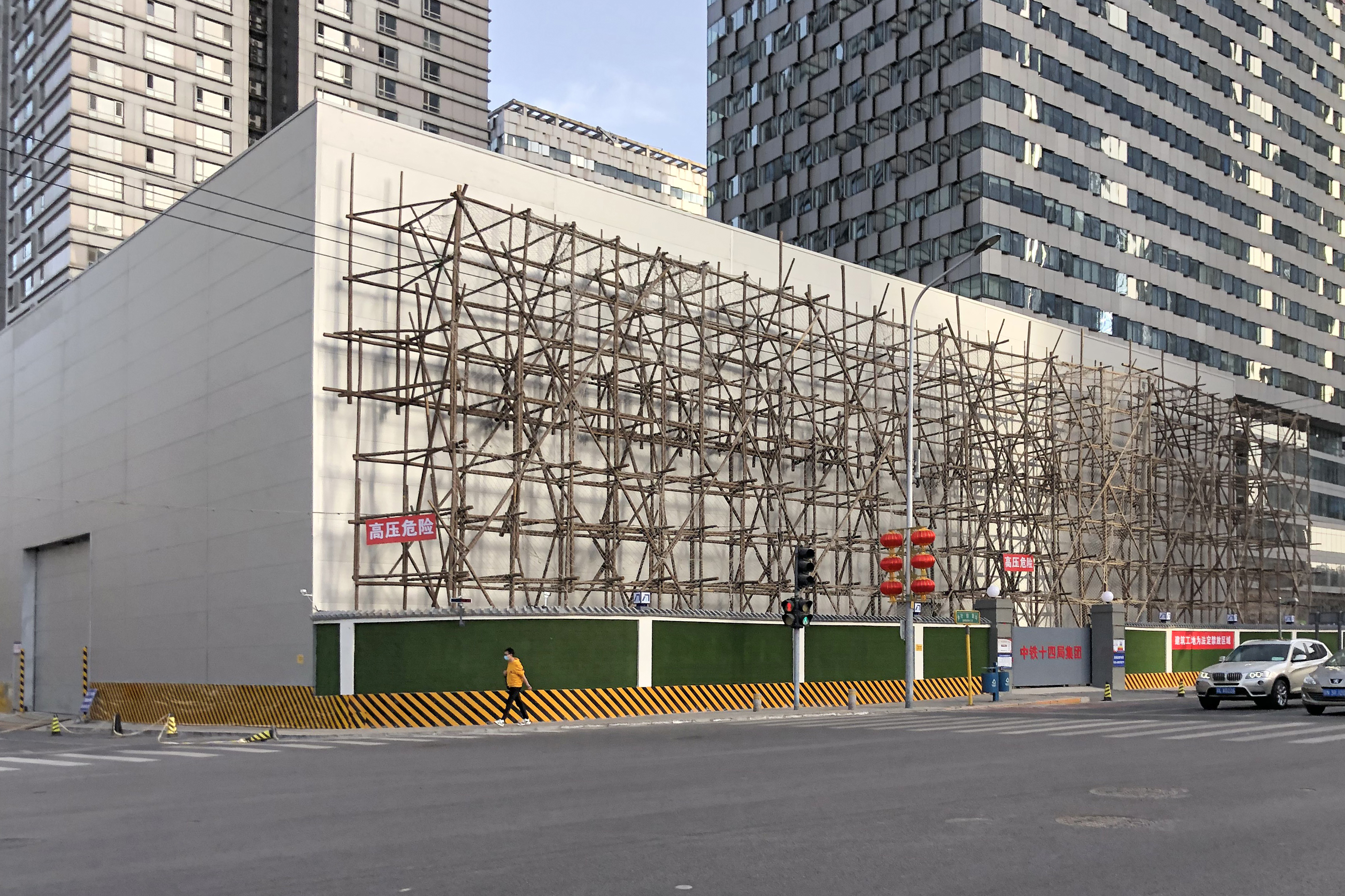
位于针织路与景闻街交叉处的28号线工程土建施工03合同段（2021年2月）

一期工程原计划始于东大桥站，终于九龙山站，全长4.9公里，全部为地下线，共8座车站，分别为东大桥站、万通中心站、京广桥站、光华路站、核心区站、北京电视中心站、乐城公馆站和九龙山站。后改为终到大郊亭站（與7號線換乘），全长6.46公里，新增北京东站、大郊亭站，取消乐城公馆站、九龙山站。北京东站附近设有停车场。于2017年底开工，拟于2021年底开通运营。远期预留延长至东直门并有分岔线到四惠东。
在2018年11月公布的环评补充公示中，线路取消了万通中心站、北京电视中心站，新设大望路站、百子湾站、广渠东路站延伸至百子湾地区，全长8.77公里，共设9座车站（其中换乘站5座），设广渠东路车辆基地1座，预计2019年开工，2022年建成。
2019年8月19日，北京市基础设施投资有限公司官网发布《北京轨道交通28号线（原CBD线）工程环境影响报告书》。一期工程全长8.877公里，均为地下线，共设9座车站；远期线路还将延长至东直门，届时线路全长11.976千米，共设11座车站。
2020年6月17日，28号线环境影响报告书全文公示。
2020年9月，北京市发改委批复28号线可行性研究报告。
2021年6月14日，28号线核心区站进场施工。同年7月26日，28号线光华路站开工建设。
2025年8月，北京市基础设施投资有限公司公示了28号线线路一体化规划方案，示意图中使用的车站暂名，将金台夕照站称为“京广桥站”，核心区站称为“景辉街站”，北京东站称为“茂兴西路站”。

## 车站
| 分期 | 站名[1]             | 距離 （米） [2] | 站间距 （米） [2] | 换乘[3]                   | 行政区 | 开通日期   | 站台设计     | 开门方向 |
| --- | ------------------- | --------------- | ----------------- | ------------------------- | ------ | ---------- | ------------ | -------- |
| 一期 | 东大桥              | 未知            | 未知              | █ 6号线 █ 17号线 █ 平谷线 | 朝阳区 | 预计2029年 | 地下         | 未知     |
| 一期 | 金台夕照 (京广桥)   | 未知            | 未知              | █ 10号线 █ 平谷线         | 朝阳区 | 预计2029年 | 地下         | 未知     |
| 一期 | 光华路              | 未知            | 未知              | █ 20号线 东北环线         | 朝阳区 | 预计2029年 | 地下島式月台 | 左側     |
| 一期 | 核心区 (景辉街)     | 未知            | 未知              | 不適用                    | 朝阳区 | 预计2029年 | 地下島式月台 | 左側     |
| 一期 | 大望路              | 未知            | 未知              | █ 1号线 █ 14号线          | 朝阳区 | 预计2029年 | 地下         | 未知     |
| 一期 | 北京东站 (茂兴西路) | 未知            | 未知              | 北京东站                  | 朝阳区 | 预计2029年 | 地下         | 未知     |
| 一期 | 大郊亭              | 未知            | 未知              | █ 7号线                   | 朝阳区 | 预计2029年 | 地下         | 未知     |
| 一期 | 广渠路              | 未知            | 未知              | 不適用                    | 朝阳区 | 预计2029年 | 地下         | 未知     |
| 一期 | 广渠东路            | 未知            | 未知              | 不適用                    | 朝阳区 | 预计2029年 | 地下         | 未知     |
| 注释 |                     |                 |                   |                           |        |            |              |          |
| 1 斜体标示的车站，尚未启用；粗体标示的车站为已启用的换乘车站。 2 28号线全线数据暂缺。 3 斜体标示的换乘，尚未启用。 |                     |                 |                   |                           |        |            |              |          |

## 车辆
28号线采用6节编组的直线电机LB型列车，最高运行速度80公里/小时。